# Ekojärvi (sjö i Tavastehus, Egentliga Tavastland)
Ekojärvi är en sjö i kommunen Tavastehus i landskapet Egentliga Tavastland i Finland. Sjön ligger 87,3 meter över havet. Arean är 73 hektar och strandlinjen är 7,09 kilometer lång. Sjön  ingår i Kumo älvs huvudavrinningsområde.   Den ligger omkring 34 km nordöst om Tavastehus och omkring 110 km norr om Helsingfors. 
Ekojärvi ligger öster om Kuohijärvi.